# Candia Canavese
Candia Canavese es una localidad y comune italiana de la provincia de Turín, región de Piamonte, con una población estimada, a fines de 2018, de 1.232 habitantes.

## Evolución demográfica
| Gráfica de evolución demográfica de Candia Canavese entre 1861 y 2001 |
|                                                                       |
| Fuente ISTAT - elaboración gráfica de Wikipedia                       |